# ジャパンオープンポーカー
ジャパンオープンポーカーツアー（Japan Open Poker Tour、JOPT）は、ポーカーの全国大会。2014年までは、大会名称をジャパンポーカーツアー（Japan poker tour、JPT）として開催していた。大会は、様々な競技がラインナップされている。競技は、予選を通過したプレイヤーだけが参加できるメインイベントと、直接参加することができるサイドイベントに分かれている。

## メインイベント
全国のポーカー店や加盟団体で行うライブ予選に通過するか、POKERSTARSで行われるオンライン予選を通過すると参加することができる。東京で行われるイベントでは、およそ380人がエントリーする。一部地方でデイ１が行われることもあるが、国内で行われるポーカートーナメントとしては、日本最大規模とされている。
上位者は、主催から選手契約がオファーされ、契約すると、POKERSTARSが主催するアジアイベントなどに招待される。